# Лакутино
Лакутино — деревня в Весьегонском муниципальном округе Тверской области России. До 2019 года входила в состав ныне упразднённого Кесемского сельского поселения.

## География
Деревня находится в северо-восточной части Тверской области, в подзоне южной тайги, на правом берегу реки Малиновки, на расстоянии примерно 33 километров (по прямой) к юго-юго-западу от города Весьегонска, административного центра округа. Абсолютная высота — 227 метров над уровнем моря.

### Климат
Климат характеризуется как умеренно континентальный, с умеренно холодной зимой и относительно тёплым влажным летом. Средняя температура воздуха самого холодного месяца (января) — −10,7 °C, средняя температура самого тёплого (июля) — 17,1 °С. Безморозный период длится 125 дней. Продолжительность вегетационного периода составляет примерно 126 дней. Годовое количество атмосферных осадков составляет в среднем 612 мм, из которых большая часть выпадает в тёплый период. Снежный покров держится в течение 140 дней.

### Часовой пояс
Деревня Лакутино, как и вся Тверская область, находится в часовой зоне МСК (московское время). Смещение применяемого времени относительно UTC составляет +3:00.

## Население
| 2010 |
| ---- |
| 0    |

### Национальный состав
Согласно результатам переписи 2002 года в деревне проживал один житель башкирской национальности.